# شرکت نفت و گاز طبیعی

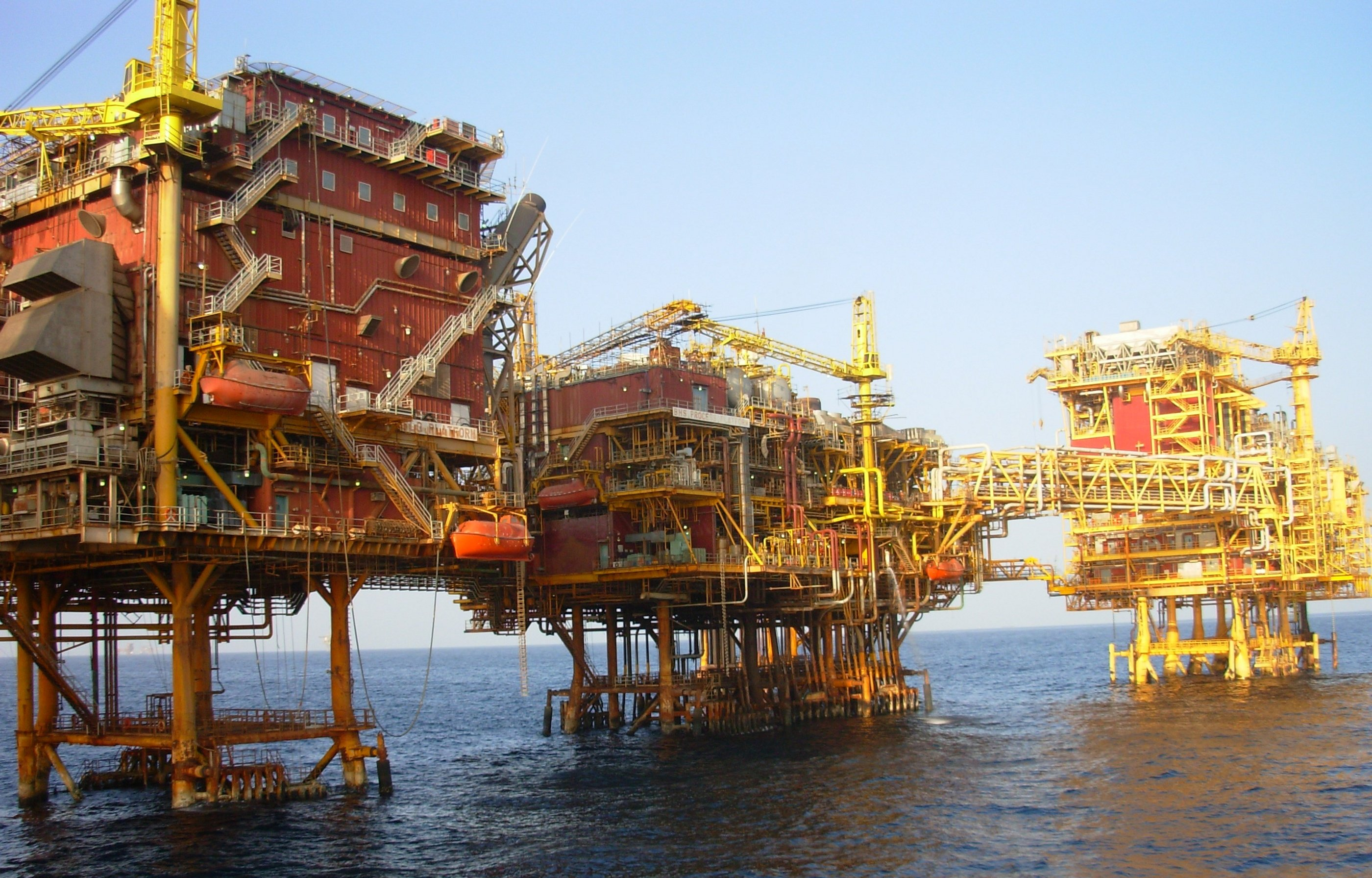
سکوی دریایی اوان‌جی‌سی در میدان بمبئی-های در دریای عرب

شرکت نفت و گاز طبیعی (به هندی: तेल एवं प्राकृतिक गैस निगम लिमिटेड) یا به‌اختصار اوان‌جی‌سی (به انگلیسی: ONGC) شرکت نفت و گاز هندی و چندملیتی است، که دفتر مرکزی آن در شهر دهرادون، هند قرار دارد.
شرکت اوان‌جی‌سی از نظر اکتشاف و میزان تولید نفت خام و گاز طبیعی، به‌عنوان یکی از بزرگترین شرکت‌های صنعتی آسیا شناخته می‌شود.
این شرکت پس از بانک مرکزی هند سودآورترین شرکت عمومی هندی به‌شمار می‌آید. در سال مالی ۲۰۱۲ شرکت نفت و گاز طبیعی در فهرست فورچون جهانی ۵۰۰ در رتبه ۳۵۷ از بزرگترین شرکت‌های جهان قرار داشت.

## تاریخچه
شرکت نفت و گاز طبیعی در تاریخ ۱۴ اوت ۱۹۵۶ توسط دولت هندوستان تأسیس شد و در حال حاضر دولت هند مالک ۷۴٫۱۴٪ درصد از سهام این شرکت است. شرکت نفت و گاز هند از لحاظ میزان ارزش بازار سرمایه و حجم معاملات، یکی از بزرگترین شرکت‌های عمومی در کشور هند به‌شمار می‌آید.
شرکت اوان‌جی‌سی مجوز اکتشاف و بهره‌برداری از ۲۶ حوضه رسوبی هیدروکربنی را در کشور هند دارا می‌باشد. این شرکت همچنین مالک ۱۱ هزار کیلومتر خطوط لوله انتقال نفت خام و گاز طبیعی در این کشور است.
شرکت نفت و گاز هند همچنین ۷۷٪ درصد از نفت خام هندوستان، (معادل حدود ۳۰٪ درصد از کل تقاضای نفت این کشور) و حدود ۸۱٪ از گاز طبیعی این کشور را تولید و عرضه می‌نماید. در سال ۲۰۱۲ در فهرست فورچون جهانی ۵۰۰؛ شرکت اوان‌جی‌سی در رتبه ۳۵۷ از بزرگترین شرکت‌های جهان، قرار گرفت.

## عملیات
شرکت نفت و گاز طبیعی پروژه‌های اکتشاف و تولید فراوانی در میادین نفت و گاز مستقر در کشور هند دارا می‌باشد و از لحاظ در اختیار داشتن ذخایر نفت و گار، در میان شرکت‌های نفتی هند، در رتبه اول جای دارد.
این شرکت در پروژه‌های نفت و گاز بسیاری در خارج از هند مشارکت دارد، که کلیه فعالیت‌های خارج از این کشور توسط شرکت اوان‌جی‌سی ویدش که بزرگترین شرکت زیرمجموعه شرکت نفت و گاز طبیعی است، مدیریت می‌گردد.
از بزرگترین پروژه‌های استخراج و توسعه نفت و گازی که این شرکت در خارج از هند در آنها مشارکت دارد می‌توان به موارد زیر اشاره نمود: پروژه استخراج نفت از میدان نفتی مستقر در آب‌های عمیق شمال کوبا، به‌همراه شرکت‌های استات اویل و رپسول.
پروژه استخراج نفت از میدان نفتی کاشاقان قزاقستان واقع در دریای خزر، با مشارکت شرکت کونوکو فیلیپس و شرکت نفتی دولتی قزاقستان؛ کزمونای‌گس. شرکت اوان‌جی‌سی همچنین مالک ۸٫۴٪ درصد از این میدان نفتی است، که این سهام را به مبلغ ۵ میلیارد دلار از شرکت کونوکو فیلیپس خریداری کرده‌است.

## اوان‌جی‌سی ویدش
اوان‌جی‌سی ویدش شرکت نفتی هندی است، که در عمل به‌عنوان بازوی بین‌المللی شرکت نفت و گاز طبیعی فعالیت می‌کند. این شرکت در ۱۵ ژوئن ۱۹۸۹ به‌عنوان یک شرکت تابعه از شرکت نفت و گاز طبیعی تأسیس شد. شرکت اوان‌جی‌سی ویدش در حال حاضر دارای ۱۴ پروژه تولید فرآورده‌های نفتی در ۱۶ کشور جهان می‌باشد.